# دامق
دَامِق هو جنس من الفطريات في فصيلة اللطخيات ، من إيطاليا. أشهر أنواعه دامق الزرع.